# TNCA Serie E
El TNCA Serie E fue una familia de diversos monoplanos construidos en México por los Talleres Nacionales de Construcciones Aeronáuticas.

## Diseño y desarrollo
El primer avión de la familia Serie E fue un monoplano de ala baja con matrícula 2-E-98, el cual fue bautizado como “Sonora”, dicho avión realizó su primer vuelo el 2 de marzo de 1922. Era propulsado por un motor rotativo de 9 cilindros Le Rhône 9J de 110 caballos de fuerza y había superado las expectativas, pues su rendimiento era muy superior al de aviones similares en la época. A pesar de sus prestaciones, el avión no se produjo en serie, pues para Ralph O'Neill, quien era Consultor Técnico del Departamento de Aviación, dicho avión no podía ser usado con fines militares. El “Sonora” estuvo en servicio con la Fuerza Aérea Mexicana hasta 1925, posteriormente fue desmantelado y vendido a un particular.
Ángel Lascurain en conjunto con Antonio Sea hicieron un rediseño del “Sonora”, esta vez fue un monoplano de ala alta que recibió la matrícula 3-E-130 y fue apodado “Tololoche”, el cual realizó su primer vuelo a finales de marzo de 1923. El “Tololoche” montaba un motor rotativo de 18 cilindros en 2 filas Le Rhône 18E de 160 caballos de fuerza y una ametralladora sincronizada con la hélice, con una estructura de fuselaje monocasco y cubierto totalmente en madera y alas semi-rígidas cubiertas de triplay, las cuales eran fáciles de desmontar mediante el uso de dos pasadores. La decisión de usar principalmente madera para su construcción se debió a la búsqueda de independencia de materiales, pues los materiales importados resultaban muy caros. Nuevamente Ralph O’Neill impidió la producción en serie de este avión bajo el argumento de que no se podía usar con fines militares.
En junio de 1923 fue concluido un prototipo similar al “Tololoche” pero con mayores dimensiones, el cual recibió la matrícula 4-E-131 y fue apodado “Quetzalcóatl” o “Tololoche grande” por su gran parecido con el anterior. El “Quetzlcóatl” era propulsado por un motor de 6 cilindros en línea enfriado por líquido BMW IIIa de 185 caballos de fuerza y cuyo fuselaje fue construido mayormente en madera. De este modelo se construyeron 4 ejemplares, los cuales participaron en vuelos de observación y bombardeo durante la Rebelión delahuertista.
El avión con matrícula 4-E-131 que era pilotado por Juan Nava Salinas y Guillermo Monroy realizó un bombardeo en el Teatro de Operaciones del Sur y a su regreso cuando volaba sobre Iztapalapa estalló una de las bombas sobrantes, destruyendo la aeronave y matando a los 2 pilotos.
Otro prototipo que se construyó casi en simultáneo con el “Quetzalcóatl”, recibió la matrícula 5-E-132, el cual fue apodado “México”, dicho avión montaba dos asientos lado a lado y era propulsado por un motor Le-Rhone de 80 caballos de fuerza. Tuvo su primer vuelo el 21 de agosto de 1923 y tras tiempo operando con la FAM tuvo un accidente el 11 de octubre de 1924 al mando de Adolfo L. Piña, dañando gravemente el motor, por lo que tiempo después le fue dotado un motor Hispano Suiza de 150 caballos de fuerza.

## Variantes
Sonora
Monoplano de ala baja, fue la primera versión de la Serie E y fue construido solo un ejemplar impulsado por un motor Le Rhône 9J de 110 caballos de fuerza. Recibió la matrícula 2-E-98.
Tololoche
Monoplano de ala alta usado como avión de combate monoplaza, impulsado por un motor Le Rhône 18E de 160 caballos de fuerza, montaba también una ametralladora sincronizada con la hélice. El único ejemplar recibió la matrícula 3-E-130
Quetzalcóatl
(También llamado "Tololoche grande") similar al anterior pero con dimensiones ampliadas, era impulsado por un motor BMW IIIa de 185 caballos de fuerza. Fueron construidos 4 ejemplares, los cuales recibieron las matrículas 4-E-131, 6-E-133, 7-E-134 y 8-E-135.
México
Versión con asientos lado a lado (a diferencia del "Sonora" y "Quetzalcóatl" que tenían configuración tándem) impulsado por un motor Le Rhône 9C de 80 caballos de fuerza. El único ejemplar construido recibió la matrícula 5-E-132.

## Especificaciones
Datos de
| Características generales | Sonora                  | Tololoche                                | Quetzalcóatl                                                                            | México                 |
| ------------------------- | ----------------------- | ---------------------------------------- | --------------------------------------------------------------------------------------- | ---------------------- |
| Tripulación               | 1                       | 1                                        | 1                                                                                       | 1                      |
| Capacidad                 | 1 observador            | 0                                        | 1 observador/artillero                                                                  | 1 observador           |
| Longitud                  | 6.80 m                  | 6.40 m                                   | 7.20 m                                                                                  | 6.81 m                 |
| Envergadura               | 8.10 m                  | 7.80 m                                   | 8.50 m                                                                                  | 14.33 m                |
| Altura                    | 2.10 m                  | 2.40 m                                   | 2.74 m                                                                                  | 2.59 m                 |
| Peso máximo al despegue   | 598 kg                  | 860 kg                                   | 1,120 kg                                                                                | 798 kg                 |
| Peso vacío                | 420 kg                  | 679 kg                                   | 870 kg                                                                                  | 579 kg                 |
| Superficie alar           | 17.80 m²                | 16.0 m²                                  | 22.4 m²                                                                                 | 25.92 m²               |
| Planta motriz             | 1 × Le Rhône 9J, 110 HP | 1 × Le Rhône 18E, 160 HP                 | 1 × BMW IIIa, 185 HP                                                                    | 1 × Le Rhône 9C, 80 HP |
| Rendimiento               |                         |                                          |                                                                                         |                        |
| Velocidad de crucero      | 105 km/h                | 195 km/h                                 | 160 km/h                                                                                | 95 km/h                |
| Velocidad máxima          | 125 km/h                | 225 km/h                                 | 192 km/h                                                                                | 119 km/h               |
| Autonomía                 | nd                      | 1.5 hr                                   | 1.5 hr                                                                                  | 2 hr                   |
| Techo de vuelo            | 3,500 m                 | 6,300 m                                  | nd                                                                                      | 5,000 m                |
| Régimen de ascenso        | nd                      | 6.4 m/s                                  | nd                                                                                      | nd                     |
| Armamento                 |                         |                                          |                                                                                         |                        |
| Armamento                 | nd                      | 2 × Ametralladora frontal calibre 7.7 mm | 2 × Ametralladora frontal calibre 7.7 mm Bombas lanzadas desde la cabina del observador | nd                     |